# Drummondita
Drummondita es un género con ocho especies de plantas de flores perteneciente a la familia Rutaceae. 

## Especies seleccionadas
- Drummondita calida
- Drummondita ericoides
- Drummondita hasellii
- Drummondita longifolia
- Drummondita microphylla
- Drummondita miniata
- Drummondita pheblium
- Drummondita wilsonii